# CoRoT-2 b
CoRoT-2 b (anciennement appelée CoRoT-Exo-2 b) est une exoplanète de type Jupiter chaud orbitant autour de l'étoile CoRoT-2 dans la constellation de l'Aigle à 930 années-lumière de la Terre. Elle est la seconde exoplanète découverte par la mission CoRoT, grâce à la méthode des transits et sa masse fut confirmée par la vitesse radiale de l'étoile. Sa découverte fut annoncée le 20 décembre 2007 après la confirmation par l'Observatoire de Haute-Provence et les télescopes de l'ESO.

## Caractéristiques
CoRoT-2 b est un grand Jupiter chaud d'une taille de 1,43 fois celle de Jupiter pour 3,3 fois sa masse. Le rayonnement intense de son étoile parente et sa taille en font une planète très chaude, dont la température est estimée à plus de 1500 K. On estime que si elle se trouvait sur l'orbite de Jupiter, elle aurait à peu près la même taille.
La planète orbite autour de son étoile en 1,7 jour et il lui faut 125 minutes pour transiter devant son étoile.
Certaines perturbations dans la courbe des vitesses radiales laissent penser à la présence d'une seconde planète, mais cela n'a jamais été confirmé.